# TrashTalk
 (janvier 2021).
TrashTalk est un site web français d’information spécialisé dans le basket-ball américain fondé en 2012 par Bastien Fontanieu et Julien Pottier. On y retrouve l'actualité de la NBA à travers des articles d'actualité, les résultats et les classements.
Le nom trash talk est un terme populaire : c'est manquer verbalement de respect à une autre personne. Il est pratiqué par les joueurs et les supporters au cours d'une compétition à des fins de perturbations psychologiques.

## Site web et réseaux sociaux
TrashTalk est considéré comme un média majeur dans le monde de la NBA francophone avec une communauté très active. Le site porte également la TTFL (TrashTalk Fantasy League), la ligue de basket fictive très jouée par le public francophone. Les responsables du site animent un compte X avec plus de 450 000 abonnés.
En avril 2024, à l'occasion du début des playoffs, TrashTalk organise une NBA Viewing Party au Grand Rex à Paris, réunissant 2500 personnes. Les deux premiers matchs des playoffs sont retransmis en direct.
Le site obtient plus de 574 000 likes sur Facebook, 200 000 abonnés YouTube et 470 000 abonnés sur X.

## Vidéos Youtube
En 2014, Bastien Fontanieu, Alexandre Martin et Léonce Barbezieux se lancent dans la production de vidéos d'actualités sur la NBA, diffusées sur Youtube. En 2025, la chaine comptabilise plus de 139 millions de vues. La chaîne publie sa 1000e vidéo le 31 janvier 2020 et passe la barre des 1 700 vidéos en 2023.

### Top 100 All-Time
En novembre 2019, TrashTalk se lance dans un Top 100 All-Time des joueurs NBA, mené parallèlement sur la chaîne YouTube et sur le site Internet. Il s'agit de réaliser un classement des 100 meilleurs joueurs de l'histoire de la NBA en se basant sur les statistiques, les titres de champions, distinctions individuelles, influence sur le jeu et d'autres critères.

### Top 10 All-Time
Depuis le début de la production des vidéos sur Youtube, Alexandre Martin et Bastien Fontanieu réalisent des Top 10 de toute l'histoire de la NBA sur divers thèmes, qu'il s'agisse de joueurs, équipes, matchs et d'autres.

## Produits dérivés
En 2018, TrashTalk publie un premier livre, recueil de 300 listes concernant l'univers de la NBA.
En 2019, sort un jeu de société sur la NBA, basé sur des questions-réponses sur l'histoire de la ligue, mêlant records, drafts, titres de champions ou scandales.
En 2020, un deuxième livre est publié, Le plus grand livre de Basketball de tous les temps (selon TrashTalk),,.
En 2024, ils sortent leur troisième livre, L’Équipe de France de basketball (selon TrashTalk).